# Sybille Möllensiep
Sybille Möllensiep (* 7. Juni 1962) ist eine deutsche Marathon- und Ultramarathonläuferin.

## Karriere
1987 und 1997 gewann sie den Steinfurt-Marathon. 1985 gewann sie den Essen-Marathon – Rund um den Baldeneysee. Seit ihrem Sieg 1996 beim Marburger Lahntallauf hält sie dort den Streckenrekord über 50 km.
1991 wurde Möllensiep deutsche Vizemeisterin im 100-km-Straßenlauf. 1997 wurde sie Dritte bei den 100-km-Straßenlauf-Europameisterschaften.